# Andrew Sharpe
 (septembre 2021).
Pour les articles homonymes, voir Sharpe.
Andrew Sharpe, baron Sharpe d'Epsom, est un courtier et homme politique britannique

## Biographie
Il est président de la Convention nationale conservatrice de 2017 à 2018 et en est le directeur depuis juillet 2018. Il est également vice-président du Forum politique. Il s'est employé à promouvoir l'engagement bénévole aux niveaux supérieurs de l'organisation du Parti conservateur.
Sharpe reçoit une pairie à vie dans les honneurs politiques de 2020. Il est créé baron Sharpe d'Epsom le 15 septembre et prononce son premier discours le 16 décembre 2020. Il est sous-secrétaire d’État au Home Office depuis le 20 septembre 2022.